# Hookeriopsis killipii
Hookeriopsis killipii là một loài Rêu trong họ Hookeriaceae. Loài này được R.S. Williams mô tả khoa học đầu tiên năm 1925.